# Liste du patrimoine mondial au Gabon
Cet article recense les sites inscrits au patrimoine mondial au Gabon.

## Statistiques
Le Gabon ratifie la Convention pour la protection du patrimoine mondial, culturel et naturel le 30 décembre 1986. Le premier site protégé est inscrit en 2007.
Au début 2023, le Gabon compte 2 sites inscrits au patrimoine mondial, 1 naturel et 1 mixte. 
À la même date, le pays a également soumis 6 sites à la liste indicative : 3 naturels et 3 mixtes.

## Listes

### Patrimoine mondial
Les sites suivants sont inscrits au patrimoine mondial.
| Site                                                  | Province                   | Type                         | Date | Superficie (ha) | Lien | Notes | Coordonnées                      | Illus. |
| ----------------------------------------------------- | -------------------------- | ---------------------------- | ---- | --------------- | ---- | ----- | -------------------------------- | ------ |
| Parc national de l'Ivindo                             | Ogooué-Ivindo              | Naturel (ix), (x)            | 2021 | 298 758         | 1653 |       | 0° 06′ 50″ nord, 12° 37′ 44″ est |        |
| Ecosystème et paysage culturel relique de Lopé-Okanda | Ogooué-Ivindo, Ogooué-Lolo | Mixte (iii), (iv), (ix), (x) | 2007 | 491 291         | 1147 |       | 0° 26′ 28″ sud, 11° 31′ 23″ est  |        |

### Liste indicative

#### Sites actuels
Les sites suivants sont inscrits sur la liste indicative du pays au début 2023.
| Site                                                             | Province             | Type                             | Date | Lien | Notes | Coordonnées                                                     | Illus. |
| ---------------------------------------------------------------- | -------------------- | -------------------------------- | ---- | ---- | --- | --------------------------------------------------------------- | ------ |
| Grottes de Lastoursville                                         | Ogooué-Lolo          | Mixte (iii), (vi), (vii), (viii) | 2022 | 2059 | Proposition regroupant 9 grottes : Ngongourouma, Lipopa, Pahon 1, Siyou 1 et 2, Boukama, Koubou, Youmbidi 1 et Lihouma 1. La proposition de 2022 reformule une proposition antérieure, datant de 2005, en spécifiant explicitement les grottes concernées. | 0° 51′ 54″ sud, 12° 46′ 26″ est                                 |        |
| Parc national de Loango                                          | Haut-Ogooué          | Naturel (vii), (x)               | 2022 | 6593 | | 2° 10′ 01″ sud, 9° 34′ 01″ est                                  |        |
| Parc national des monts Birougou                                 | Ngounié, Ogooué-Lolo | Naturel (ix), (x)                | 2022 | 2062 | La proposition reformule une proposition antérieure, datant de 2005 : seuls les critères naturels sont conservés. | 1° 46′ 05″ sud, 12° 15′ 54″ est                                 |        |
| Parc national de Moukalaba-Doudou                                | Ngounié, Nyanga      | Mixte (iv), (vii), (x)           | 2022 | 6586 | La proposition reformule une proposition antérieure, datant de 2005 : seuls les critères naturels sont conservés. | 2° 26′ 06″ sud, 10° 25′ 19″ est                                 |        |
| Parc national des plateaux Batéké                                | Haut-Ogooué          | Mixte (v), (vii), (viii)         | 2022 | 6592 | La proposition reformule une proposition antérieure, datant de 2005. | 2° 05′ 13″ sud, 14° 00′ 36″ est                                 |        |
| Le site fossilifère de Moulendé et la pile nucléaire de Bangombé | Haut-Ogooué          | Naturel (viii)                   | 2022 | 6590 | | 1° 37′ 19″ sud, 13° 30′ 00″ est 1° 35′ 13″ sud, 13° 18′ 14″ est |        |

#### Anciens sites
Les sites suivants ont été inscrits sur la liste indicative du pays avant d'en être retirés par la suite, sans avoir donné lieu à une inscription au patrimoine mondial.
| Site                                                       | Province     | Type                 | Date      | Notes | Coordonnées                      | Illus. |
| ---------------------------------------------------------- | ------------ | -------------------- | --------- | ----- | -------------------------------- | ------ |
| Ancien hôpital Albert-Schweitzer de Lambaréné              | Moyen-Ogooué | Culturel (iii), (vi) | 2009-2022 |       | 0° 42′ 00″ sud, 10° 14′ 17″ est  |        |
| Écosystème et paysage culturel pygmée du massif de Minkébé |              | Mixte                | 2003-2022 |       | 1° 40′ 48″ nord, 12° 45′ 36″ est |        |